# Gloria Quintana
Gloria Stella Quintana (18 de enero de 1970) es una expresentadora de televisión, exmodelo y cosmetóloga panameña. Ganó el certamen Señorita Panamá 1989 y posteriormente ganó la segunda edición del certamen Miss Hispanidad Internacional.

## Carrera
Comenzó su carrera profesional como modelo, cuando en 1989 es escogida como Señorita Panamá. Posteriormente ganó la segunda edición del certamen Miss Hispanidad Internacional, siendo coronada por la Miss Hispanidad 1988, la venezolana Emma Rabbe. El certamen fue realizado por Venevisión y Telemundo, en la ciudad de Miami Beach, Florida, Estados Unidos, siendo la Miss Universo 1986, la venezolana Bárbara Palacios la conductora del evento.
Después de este concurso se le abre paso para presentarse en varios programas como invitada. También se mostró como presentadora de televisión, participaba en comerciales. En el 2012, es contratada para ser presentadora del programa Buenos Días, al lado de Rolando Sterling, Wyznick Ortega, Andrea Pérez, Ludwik Tapia, Jovana Michelle, Chana, Lorité Alvarado (Ana Alejandra Carrizo), Oris Solís y Rafa Moreno. Ese mismo año participa en Dancing with the stars, y su pareja fue Leo Waterman. Sus compañeros fueron, Áurea Horta, Rhoda Gonzalez, Jonathan Chávez, Gisela Tuñón, Eduardo Lim Yueng, Roberto Rivera, Ogleydis Suárez, Dayron Chaparro y Michael Vega. En Buenos Días duró 2 años ya que en 2014, decidió irse del programa para lanzar su propia línea de maquillaje  que lleva su nombre.   "GQ By Gloria Quintana", una línea de cosméticos  elaborados en un laboratorio de la ciudad de Nueva York.
Su hijo Humberto Peláez es jugador de fútbol y su especialidad  es portero. Actualmente  estudia en Estados Unidos y juega para su universidad. Su hijo menor José Alfredo Peláez hace videos creativos en Instagram.  Especialista en edición.

## Trayectoria
Algunos de sus trabajos a lo largo de su trayectoria:
- Licenciada en Mercadeo con énfasis en Ventas.
- Trabajó durante 13 años en Agencias Publicitarias (BB&M, Cerebro, Fergo, Química) manejando cuentas nacionales e internacionales.

- Incursionó en el mundo del entrenamiento siendo Gerente de Mercadeo de Showpro, también trabajó como Co socia de Gaitan Bros.

- Fue Directora de Mercadeo de Hard Rock Hotel.

- Tiene su propia empresa de organización de eventos corporativos.

- Fue modelo y presentadora TV
- Miss Hispanidad Internacional
- Buenos Días
- Dancing with the stars
- Tu mañana
- A todo o nada Panamá
- TVN NOTICIAS